# Tracería
En arquitectura, la tracería (del latín tractiare) es un elemento decorativo en cantería y también a veces en madera, formado por combinaciones de figuras geométricas. En la arquitectura gótica, primitivamente, la tracería se emplea en ventanas para soportar el vidrio, y posteriormente se amplía su utilización para articular y decorar rosetones, bóvedas, gabletes y pináculos o a cubrir superficies murales planas como la del coro. Es utilizada para dividir las ventanas, pantallas, paneles o bóvedas en secciones de varias proporciones mediante barras de piedra o nervaduras de moldura.
Existen dos tipos principales de tracería: la de placas y la de barras. La evolución de la arquitectura románica a la gótica y sus cambios paulatinos, como el adelgazamiento de las paredes laterales y la ampliación de las ventanas, condujeron a la innovación de la tracería. El tipo más antiguo de tracería es la tracería de placas, que comenzó como aberturas que se perforaban en una losa de piedra. Luego, derivada de la tracería de placas, se implementó la tracería de barras, en la que, en lugar de una losa, las ventanas estaban definidas por montantes de piedra moldeada, que eran más livianos y permitían más aberturas y diseños intrincados.

## Término
El término tracería fue utilizado por primera vez por el arquitecto inglés Christopher Wren, pero su aplicación se remonta al estilo románico aplicado a ventanas con una circunferencia colocada en la parte superior de la flecha del arco forma un lóbulo simple, este se multiplica posteriormente y aparece el trilobulado, cuatri y polilobulado. El término probablemente se deriva de los pisos de trazado en los que se dispusieron los patrones complejos de las ventanas en la arquitectura gótica tardía. 

## Historia
Las ventanas de arco apuntado de los edificios góticos fueron inicialmente (finales del siglo XII-finales del XIII) ventanas ojivales, una solución típica del estilo gótico temprano o primer estilo apuntado y del gótico inglés temprano . La tracería de placas fue el primer tipo de tracería que se desarrolló, desarrollándose en el  alto gótico. Este alto gótico se distingue por las tracerías de barras, que permiten la apertura de ventanas mucho más grandes y el desarrollo de la tracería curvilínea, fluida y reticulada, lo que en última instancia contribuye al gótico flamígero. Durante el gótico tardío en la mayor parte de Europa se desarrollaron patrones de tracería que se asemejaban al encaje, mientras que en Inglaterra el gótico perpendicular o de tercera punta se caracterizó por montantes y travesaños verticales más sencillos. Esta tracería es práctica además de decorativa, porque las ventanas cada vez más grandes de los edificios góticos necesitaban el máximo apoyo contra el viento. 

## Tracería de placas

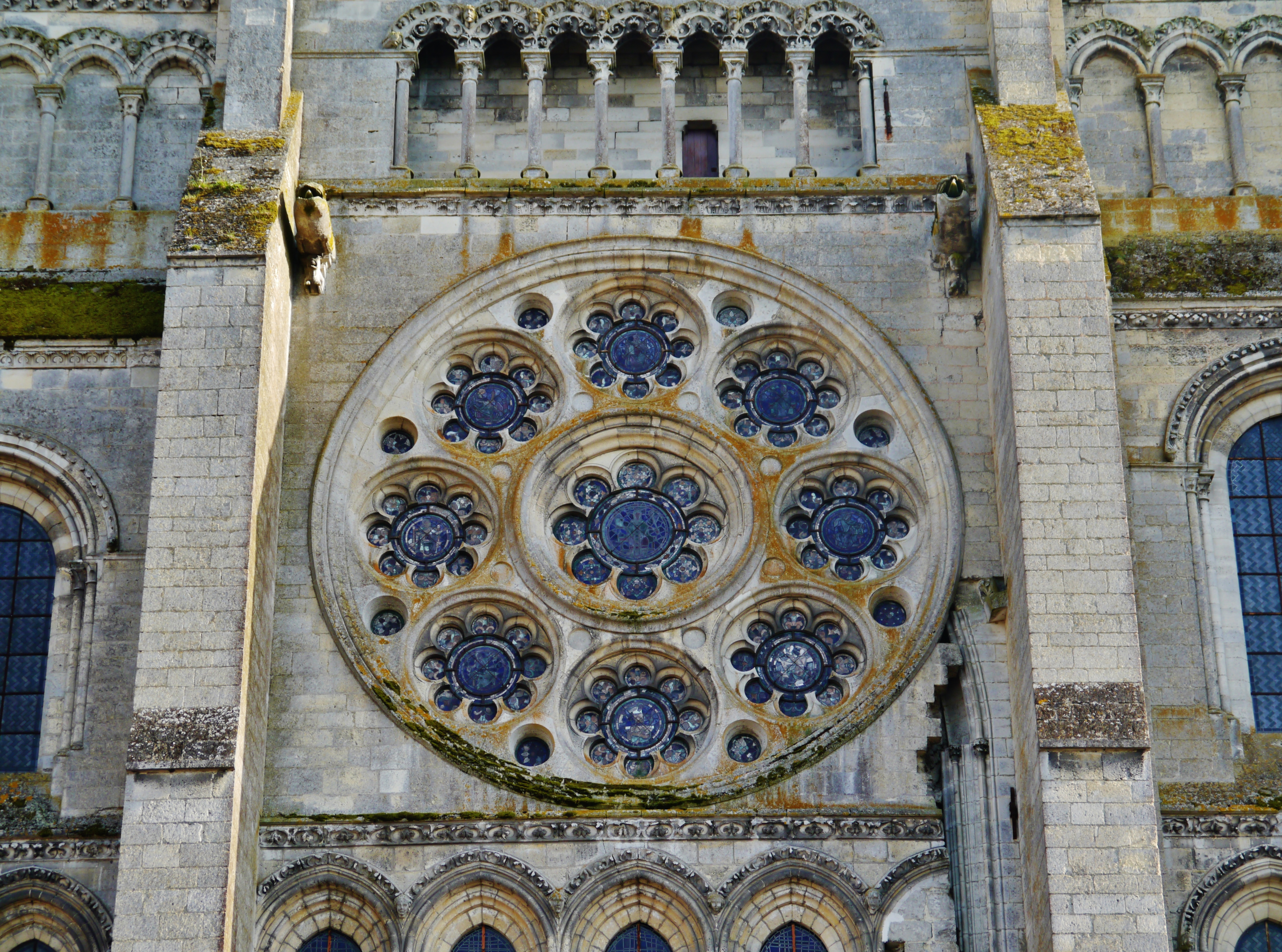
Tracería de placas, Catedral de Laon, rosetón norte

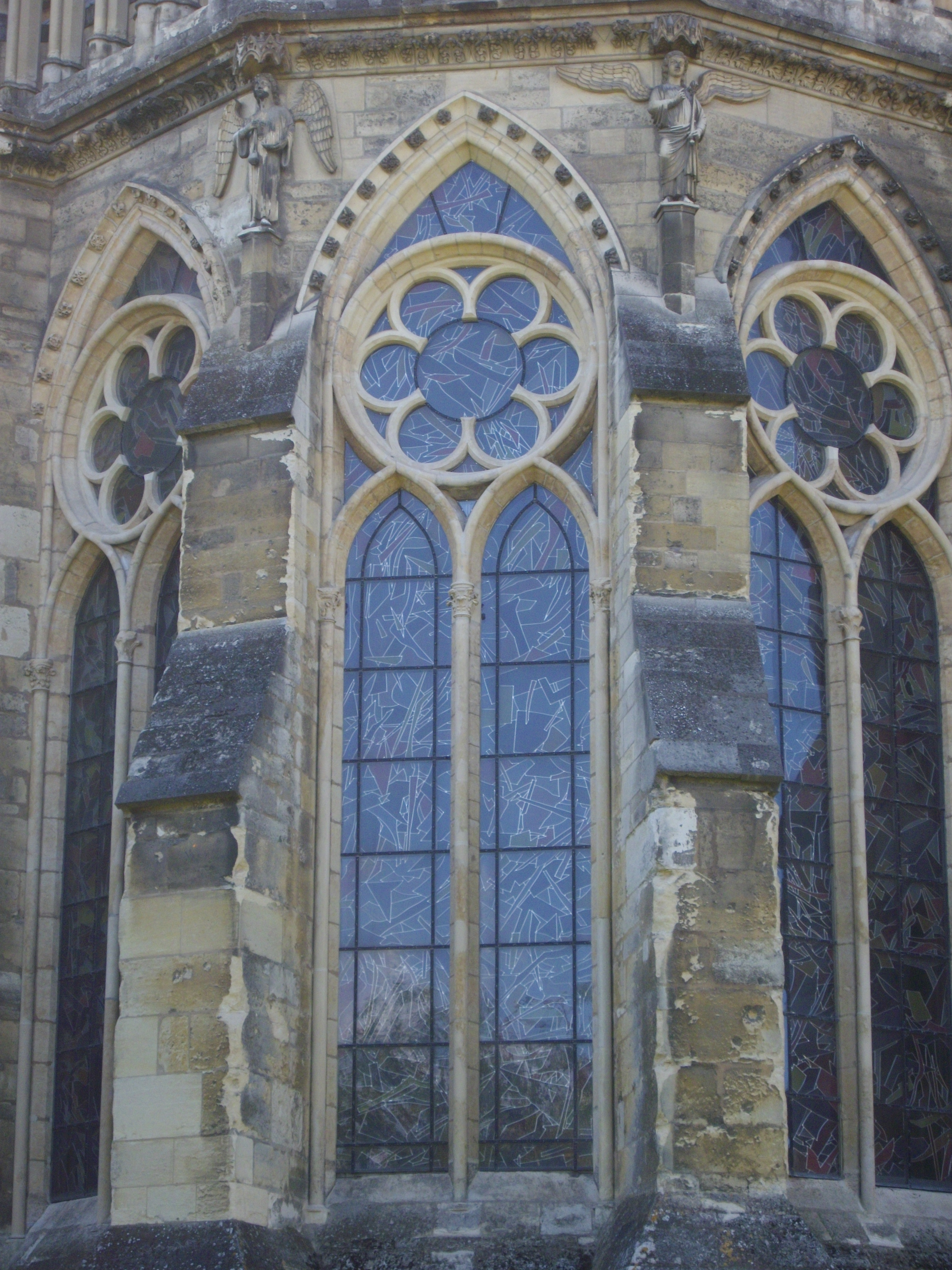
Tracería de barras con círculos cúspides. Catedral de Reims, capilla del ábside

La tracería de placas, en la que las aberturas se perforaban en una pared delgada de sillares, permitía que el arco de una ventana tuviera más de una abertura, generalmente dos, una al lado de la otra y separadas por enjutas de piedra plana. Luego, en las enjutas se esculpían figuras como un círculo o un cuadrilóbulo. La tracería de placas alcanzó su apogeo de su sofisticación con los vitrales de la catedral de Chartres del siglo XII y en el rosetón "Dean's Eye" en la catedral de Lincoln . 
La tracería de placas es el tipo más antiguo de tracería, típico de la arquitectura gótica de principios del siglo XIII. Se denomina así porque las luces individuales (las aberturas vidriadas de la ventana) tienen la apariencia de haber sido cortadas de una placa plana de mampostería. Las ventanas de las iglesias románicas eran normalmente bastante pequeñas, algo más altas que anchas y con un simple arco de medio punto ("segmentario") en la parte superior. Alrededor de la década de 1140, la ventana gótica de arco apuntado (empleada por el abad Suger para el rediseño del coro en la basílica de San Dionisio ) comenzó a predominar.

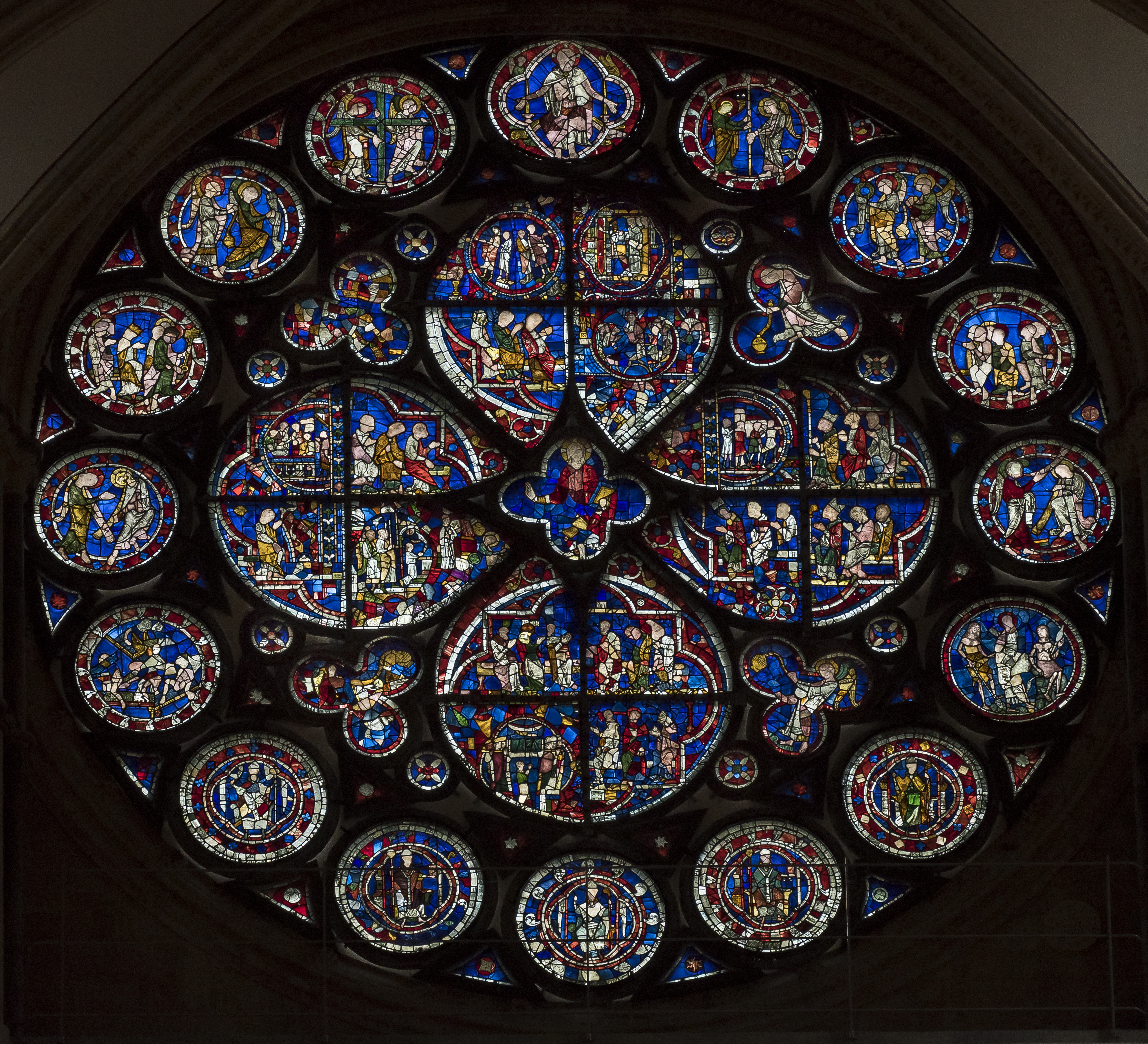
Tracería de placas, rosetón "Dean's Eye" de la Catedral de Lincoln (c. 1225)

A medida que los sistemas de contrafuertes y arbotantes de la arquitectura gótica temprana redujeron la necesidad estructural de amplias extensiones de muros gruesos, las aberturas de las ventanas crecieron progresivamente y, en lugar de tener solo una ventana muy grande por bahía (lo que crearía problemas para sostener el vidrio) se desarrolló la típica ventana temprana de 'doble lanceta más óculo' de tracería de placas. Consiste en dos (a veces tres) aperturas altas y delgadas rematadas con arcos apuntados, con una abertura redonda o de trébol colocada encima de ellos, a menudo contenida dentro de un arco ciego que le da a todo el conjunto una forma de lanceta apuntada (ver el ejemplo de la catedral de Soissons). Con este tipo de diseño, las enjutas (es decir, los espacios entre la parte superior de las ventanas de lanceta y el óculo) son solo una pared en blanco. Los aspectos prácticos de la construcción de tracería de ventanas de esta manera limitaron severamente la complejidad de los diseños que se podían producir y, aunque los diseños de tracería de placas evolucionaron a lo largo del siglo XII y principios del XIII, en la práctica, la única variación real fue en el número y tamaño de lancetas y en los lóbulos y óculos utilizados para llenar los espacios por encima de ellos.
También emplearon tracería de placas los rosetones de las catedrales góticas tempranas y plenas, como el del crucero norte de la catedral de Laon (década de 1170) o la fachada oeste en Chartres (c. 1210). Esto limitó en gran medida la cantidad total de luz que penetraba en el interior a través de estas ventanas, además de restringir la complejidad de los patrones que podrían crearse.

#### Ventanas de lanceta
La forma más simple de una ventana gótica es una abertura larga con un arco apuntado conocido en Inglaterra como lanceta. Las ventanas ojivales se pueden usar individualmente, como en la nave de la catedral de Lincoln, o agrupadas, como en la nave de la catedral de Salisbury, donde están en dos en los pasillos y en tres en el triforio. Debido a que las grandes ventanas ojivales, como las que iluminan los pasillos de una iglesia, pueden ser anchas en comparación con una sola luz en una ventana con tracería, a menudo tienen armaduras de madera o hierro para sostener el vidrio. El arco de una abertura de lanceta es a menudo equilátero, pero a veces es mucho más agudo, y cuando se emplea en la arcada de un ábside de coro, como en la abadía de Westminster, se suma al énfasis de la altura.[cita requerida]
La forma simple del arco ojival puede aparecer en edificios del gótico temprano en aberturas de todo tipo, portales, nichos, arcadas, incluidas galerías; y aberturas de espadaña.[cita requerida]
El uso de ventanas ojivales se encuentra en la arquitectura gótica temprana de Francia, en las catedrales de Saint-Denis y Sens y Senlis. En las catedrales de Chartres y Laon, las ventanas ojivales se agrupan debajo de los rosetones. Lancetas altas y estrechas también se encuentran en grupos radiantes en los ábsides del presbiterio de algunas iglesias, como la catedral de Chartres.[cita requerida] Es común en Francia que las ventanas ojivales se usen en espacios más pequeños y estrechos, como las capillas de una cabecera, mientras que las ventanas de tracería se usan en el triforio.[cita requerida]
El estilo lanceteado se conoce en Inglaterra como gótico inglés temprano, siendo la catedral de Salisbury el mejor ejemplo. York Minster tiene un grupo de ventanas ojivales, cada una de cincuenta pies de alto y que aún contienen vidrio antiguo. Son conocidas como las Cinco Hermanas. La catedral de Wells se destaca por las filas continuas de aberturas de lancetas que forman las galerías del triforio. Las ventanas ojivales se utilizan ampliamente en las iglesias góticas de Italia, incluida la Catedral de Florencia y en las iglesias góticas de ladrillo de Alemania y Polonia.[cita requerida]

## Tracería de barras

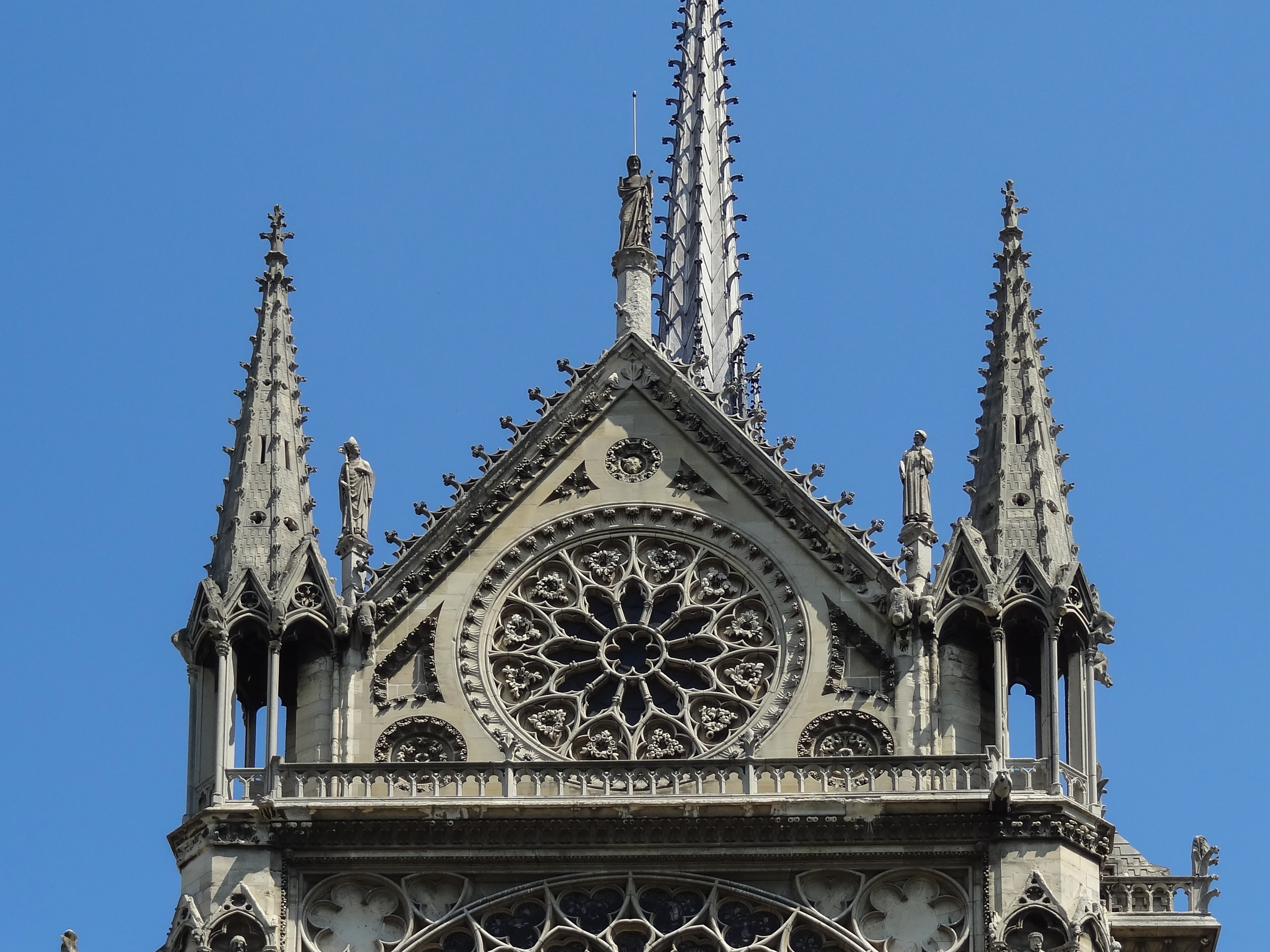
Tracería de barras radiante, Notre-Dame de París, rosetón sur

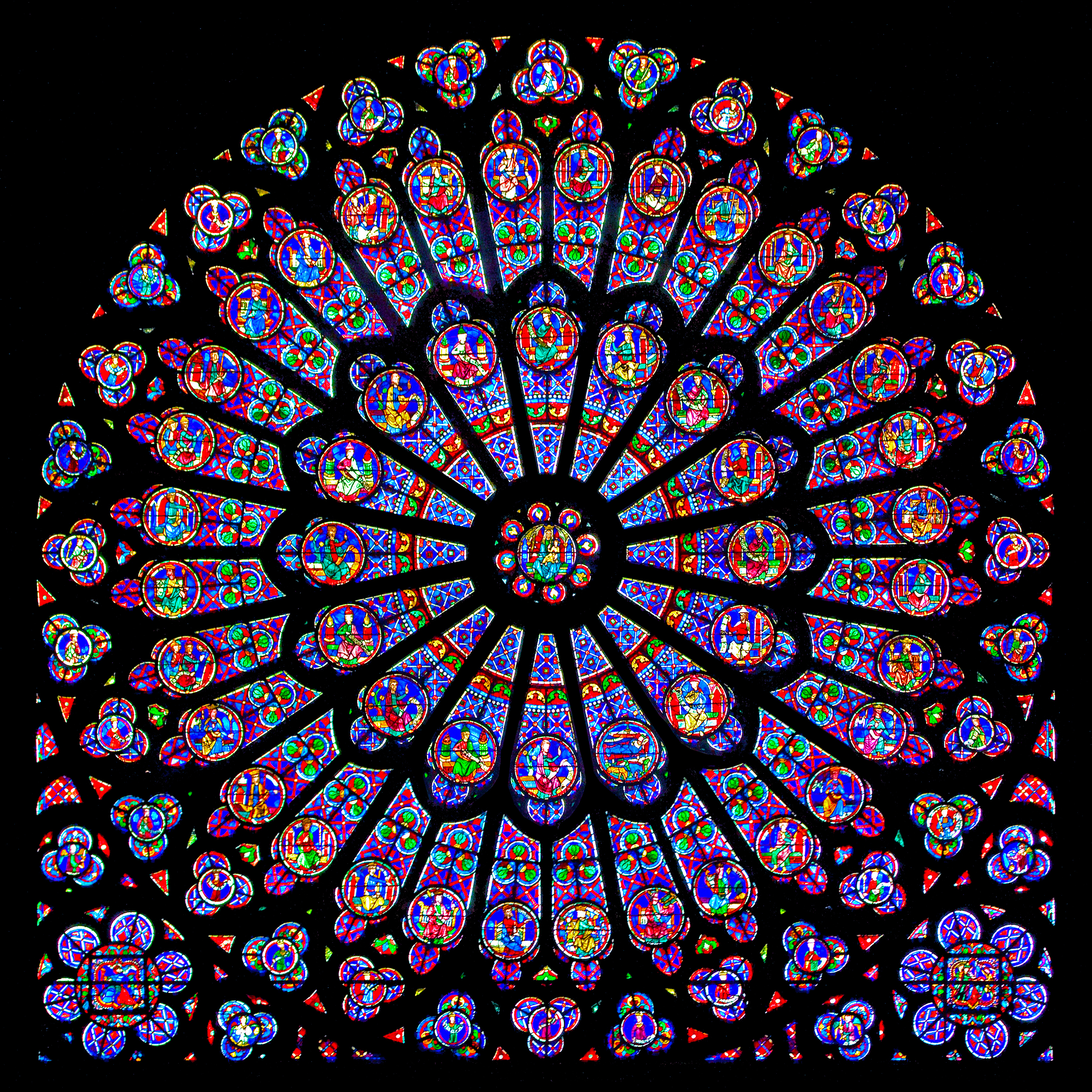
Tracería de barras radiante, Notre-Dame de París, rosetón norte

A principios del siglo XIII, la tracería de placas fue reemplazada por la tracería de barras, que divide las aberturas grandes entre sí con montantes moldeados. Esta tracería fue un elemento decorativo importante del gótico. Los primeros diseños de tracería de barras se hicieron para las ventanas de los pasillos de la catedral de Reims sobre 1215. En las ventanas de Reims todavía se usaba el mismo patrón de 'dos lancetas más óculo' (como en el ejemplo anterior de Soissons), pero ahora los paneles de vidrio están sostenidos entre parteluces estrechos de piedra hechos de piezas de mampostería cuidadosamente moldeadas (unidas con mortero y pasadores de metal) muy distintos de la pared que los rodea. Estos parteluces eran mucho más esbeltos que los elementos correspondientes en las ventanas de tracería de placas y, lo que es más importante, las áreas de pared que antes eran sólidas, como las enjutas, ahora también se podían acristalar, lo que aumentaba en gran medida la cantidad de luz admitida.
Se empleó en Inglaterra alrededor de 1240. Después de 1220, los maestros de obras en Inglaterra comenzaron a tratar las aberturas de las ventanas como una serie de aberturas divididas por delgadas barras de piedra, mientras que antes de 1230 las capillas del ábside de la catedral de Reims estaban decoradas con tracería de barras con círculos en forma de cúspide (con barras que irradian desde el centro). La tracería de barras se hizo común después de c. 1240, con complejidad creciente y peso decreciente. Las líneas de los parteluces continuaron más allá de la parte superior de las luces de las ventanas y subdividieron las enjutas abiertas sobre las luces en una variedad de formas decorativas.
El gótico radiante (c. 1230-c. 1350) fue posible gracias al desarrollo de la tracería de barras en la Europa continental y recibe su nombre de la radiación de luces alrededor de un punto central en los rosetones circulares. Este estilo también utilizó molduras de dos tipos diferentes en tracería, donde los estilos anteriores habían utilizado molduras de un solo tamaño, con diferentes tamaños de parteluces. Los rosetones, como el de Notre-Dame de París (c. 1270) son típicos.
La sección transversal de cada montante o barra de tracería era importante tanto para la integridad estructural de la ventana como para el efecto visual. Como se puede ver en el diagrama de Viollet-le-Duc (derecha), normalmente había una moldura en rollo tanto en el interior como en el exterior de las ventanas, lo que hacía que los parteluces parecieran aún más delgados de lo que realmente eran. El hombro marcado con una 'B' en el diagrama es la ranura del acristalamiento, en la que se monta el marco de metal ( armadura ) del vidrio de la ventana. A diferencia de la tracería de placas, donde cada piedra tenía que tener una forma individual, los elementos de la tracería de barras se podían producir en masa según plantillas estándar en el patio del albañil, trabajo que podía continuar incluso cuando hacía demasiado frío para que fraguase el mortero de cal . Los aspectos técnicos de las ventanas de Reims claramente fascinaron a Villard de Honnecourt, quien visitó el sitio de construcción, probablemente en la década de 1220, e hizo un boceto detallado de las diversas plantillas, utilizando una clave para mostrar cómo encajaban en las diferentes partes de la ventana. (las plantillas están en la mitad inferior del anverso del folio 32; los símbolos además de las plantillas coinciden con otros similares en el dibujo detallado de las elevaciones de Reims en la página opuesta, verso del folio 31).

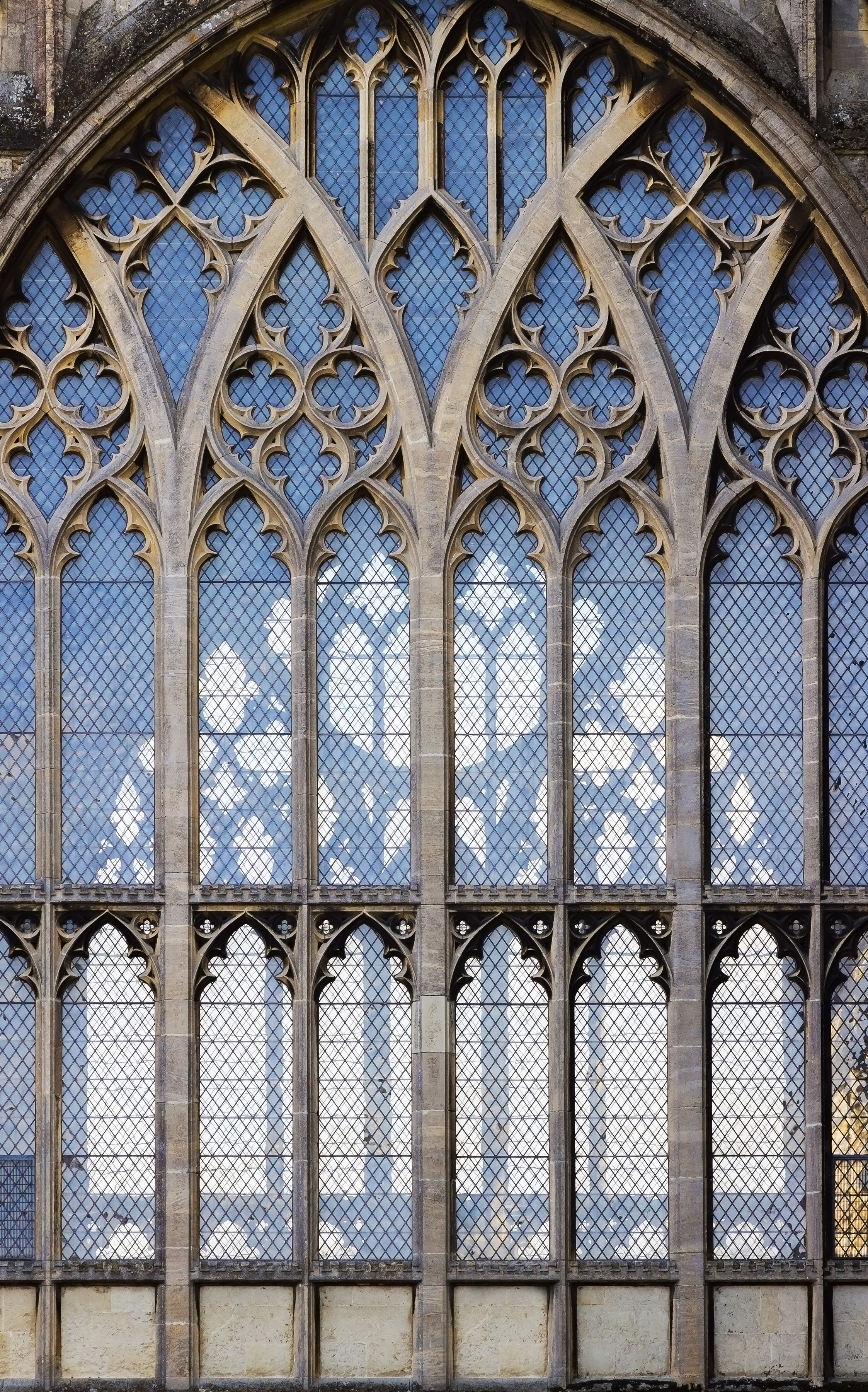
Tracería de barra geométrica, Catedral de Ely, Lady Chapel, ventana oeste

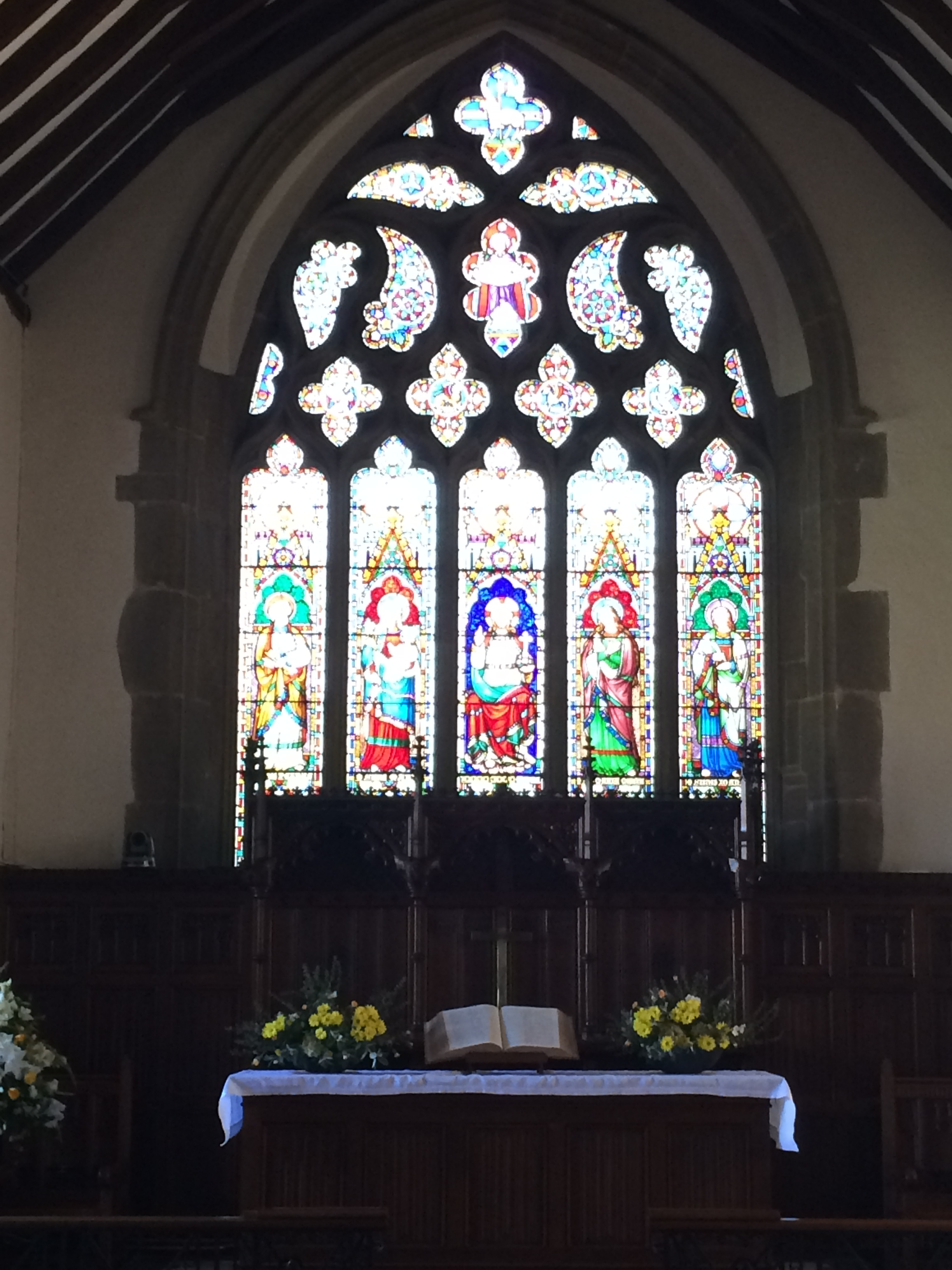
Tracería de barra decorada, Iglesia de Todos los Santos, Lindfield, ventana este

## Tracería geométrica (radiante)
La primera fase del estilo de punta media (finales del siglo XIII) se caracteriza por la tracería geométrica: tracería de barra simple que forma patrones de arcos frustrados y círculos intercalados con luces triangulares. Se usaban arcos equiláteros para rellenar la tracería de formas equiláteras, circulares y semicirculares simples. En Francia, las ventanas de los triforios y otras ventanas más grandes se dividían comúnmente en dos luces, con una tracería geométrica simple arriba, un círculo o un cinquefoil o sexfoil. Este estilo de ventana siguió siendo popular sin grandes cambios hasta después de 1300. Los parteluces de estilo geométrico típicamente tenían capiteles con barras curvas que salían de ellos. Tracería de barras que se cruzan (c. 1300) desplegó parteluces sin capitel que se bifurcaban equidistantes del dintel. Los propios cabezales de las ventanas estaban formados por curvas iguales que formaban un arco apuntado y las barras de tracería se curvaban dibujando curvas con diferentes radios desde los mismos centros que los cabezales de las ventanas. En consecuencia, los parteluces se ramificaron en diseños en forma de Y adornados con cúspides. Las ramas que se cruzaban produjeron una serie de luces en forma de rombo entre numerosas luces arqueadas de lancetas. La tracería en Y se empleaba a menudo en ventanas de dos luces. c. 1300.En Inglaterra hubo una variación mucho mayor en el diseño de la tracería que evolucionó para llenar estos espacios. El estilo se conoce como gótico decorado geométrico y se puede ver con un efecto espléndido en muchas catedrales inglesas e iglesias importantes, donde tanto el extremo este como el oeste del edificio pueden estar ocupados por una sola ventana grande, como la ventana este en Lincoln y la ventana oeste de la Catedral de Worcester. Las ventanas de diseño complejo y de tres o más aberturas o tramos verticales suelen diseñarse superponiendo dos o más arcos equiláteros que parten de los montantes verticales.
La tracería geométrica se identifica por las aberturas circulares en la cabecera del arco de la ventana. Más tarde se hizo común las tres aberturas debajo de dos círculos y una tercera en la punta del arco; se puede ver un ejemplo de este tipo a lo largo del pasillo de la Catedral de Lincoln. También en la Catedral de Lincoln, la ventana este es una versión ampliada de esta idea con dos arcos interiores, un total de ocho aberturas inferiores, cuatro circulares pequeñas rematadas con dos círculos más grandes para llenar los arcos interiores, y finalmente sobre todo una gran forma circular llena de siete luces circulares más pequeñas. La tracería geométrica, en sus primeras etapas, tenía una regla de ley equilátera, donde el diseño de la tracería sigue la forma del arco de manera equilátera. Se pueden implementar elementos decorativos adicionales, como la foliación o el " triángulo esférico ". El uso de triángulos esféricos es una adaptación posterior y probablemente refleja un significado religioso.
Esos cabios dieron lugar al gótico radiante, el estilo que produjo los grandes rosetones de Francia. Estas ventanas cubren no solo los frentes occidentales de las iglesias, sino también, a menudo, como en Notre-Dame de París, los frontones del transepto. Es común que aunque los transeptos de las iglesias francesas no sobresalgan fuertemente, se les dé una importancia visual casi igual a la del frente oeste, incluyendo grandes portales decorados y un rosetón. Ejemplos particularmente buenos se encuentran en Notre-Dame y la Catedral de Chartres.

## Tracería curvilínea (flamígera)

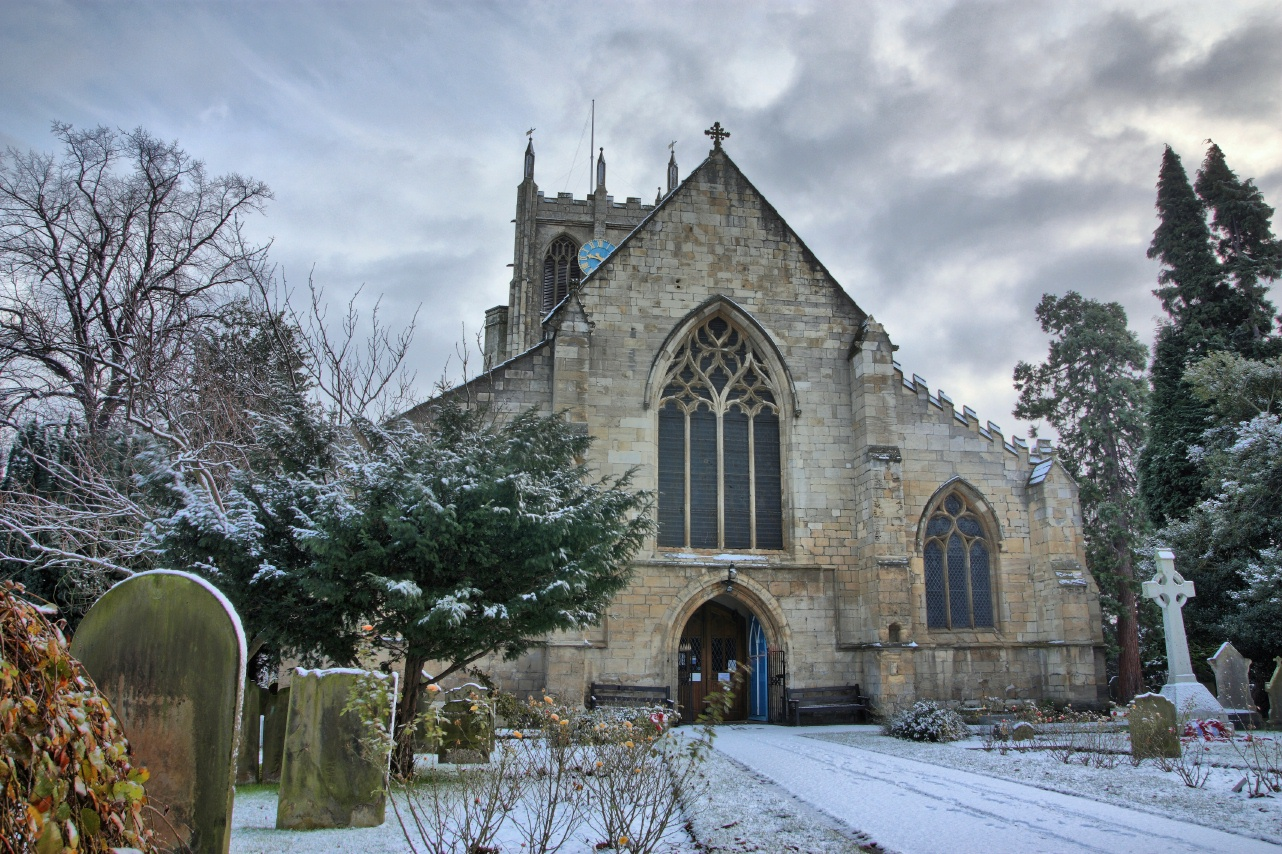
Tracería de barra curvilínea, Cottingham, East Riding de Yorkshire, iglesia parroquial

Entre finales del siglo XIII y principios del siglo XIV, la tracería se vuelve más fluida (ondulante), curvilínea.  se desarrolla la tracería reticulada o de intersección elaborada con arcos conopiales, creando un diseño reticular complejo (en forma de red). Aunque este era demasiado débil para la aplicación estructural y sólo era usado como elemento decorativo. Un buen ejemplo es la ventana oeste de la iglesia parroquial de St Mary en Cottingham, East Riding of Yorkshire . Estos tipos de tracería de barras se desarrollaron aún más en toda Europa en el siglo XV en el estilo , llamado así por de la semejanza de algunas formas de tracería con el movimiento ascendente de las llamas. Estas formas se conocen como dagas, vesículas de pescado o mouchettes.
La tracería, en este periodo, se hace progresivamente más compleja mediante el juego de dobles curvas, con curvas y contracurvas denominado ornamentación de vejiga de pez, cuyo simbolismo se remite al libro de Tobías.
El flamígero se dibuja a partir de cuatro puntos, la parte superior de cada arco principal gira hacia arriba en un arco más pequeño y se une en un punto afilado como una llama.  Estos arcos crean un efecto rico y vivo cuando se usan para tracería de ventanas y decoración de superficies. La forma es estructuralmente débil y rara vez se ha utilizado para grandes aberturas, excepto cuando está contenida dentro de un arco más grande y más estable. No se emplea en absoluto para la bóveda .
Algunas de las vidrieras con tracería más bellas y famosas de Europa emplean este tipo de tracería. Se puede ver en St Stephen's Vienna, Sainte-Chapelle en París, en las catedrales de Limoges y Rouen en Francia. En Inglaterra, los ejemplos más famosos son la ventana oeste de la catedral de York con su diseño basado en el Sagrado Corazón, la rica ventana este de nueve luces en la catedral de Carlisle y la ventana este de la abadía de Selby .
Un estilo secundario, considerado relacionado con la tracería curvilínea, se llama tracería reticulada. La tracería reticulada llena la cabeza del arco con formas repetidas que crean la apariencia de un patrón en forma de red.
Los portales rematados por molduras radiantes  son muy comunes en la arquitectura tanto eclesiástica como doméstica en Francia. Son mucho más raros en Inglaterra. Un ejemplo notable es la entrada a la Sala Capitular de la Catedral de Rochester .
El estilo se usó mucho en Inglaterra para arcadas de paredes y nichos. Los principales ejemplos se encuentran en Lady Chapel en Ely, Screen en Lincoln y en el exterior de la fachada de la Catedral de Exeter . En la arquitectura gótica alemana y española, a menudo aparece como pantallas caladas en el exterior de los edificios. El estilo se usó con un efecto rico y, a veces, extraordinario en ambos países, especialmente en el famoso púlpito de la Catedral de Viena .

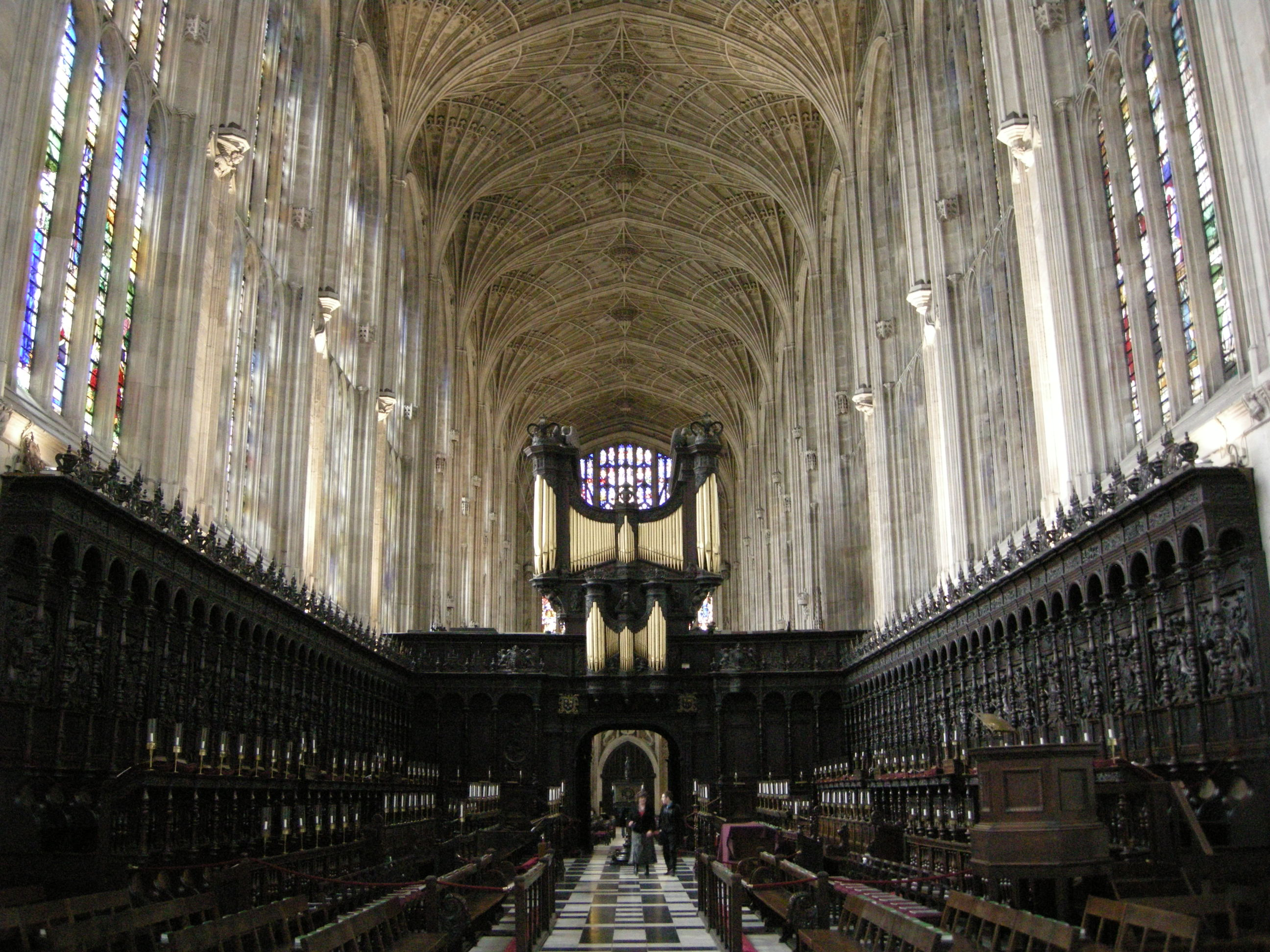
Gótico perpendicular: King's College Chapel, Cambridge (1446-1544)

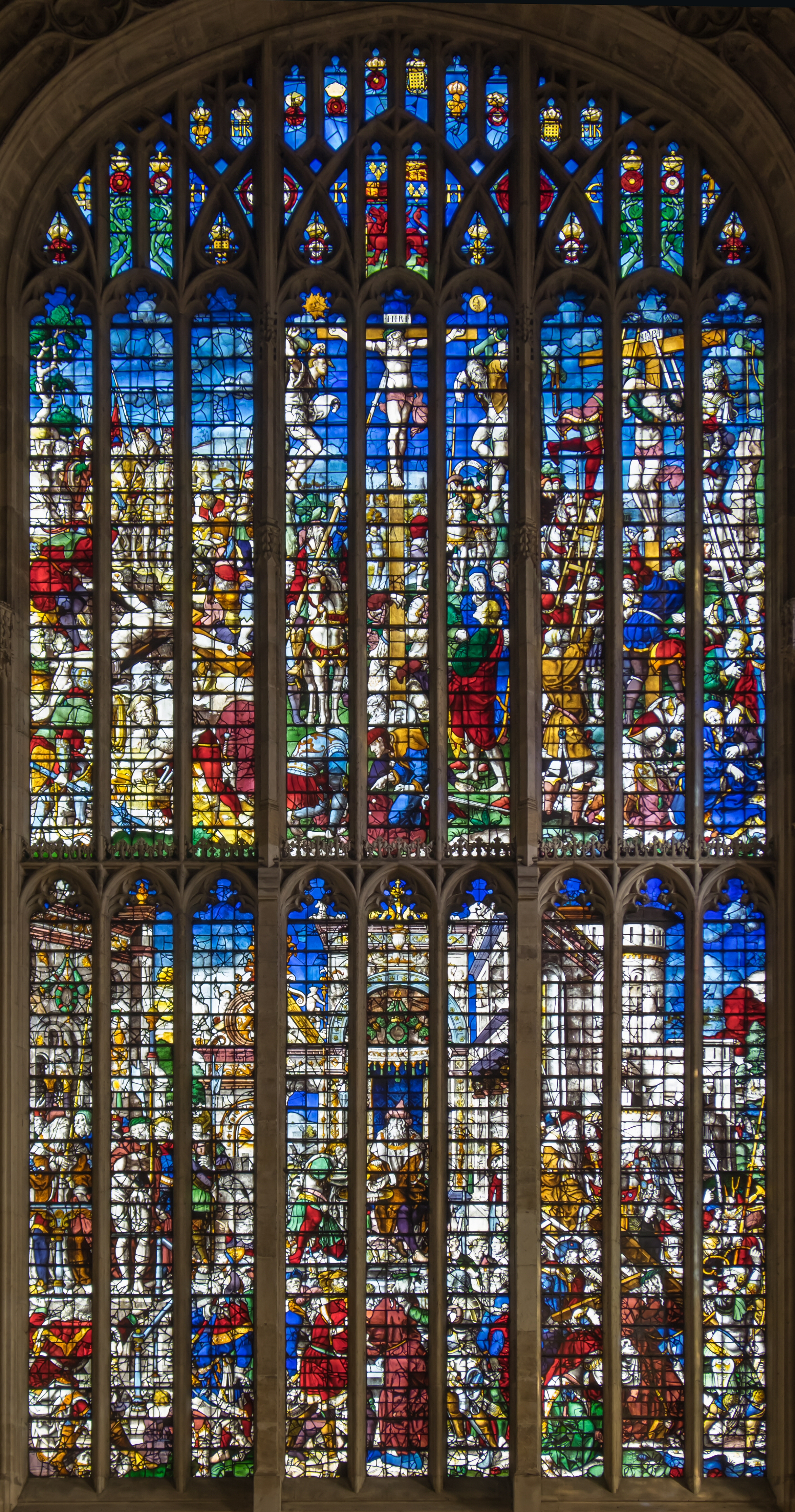
Tracería de barras perpendiculares, King's College Chapel, Cambridge, gran ventana este

## Perpendicular
Este tercer estilo gótico puntiagudo o perpendicularse desarrolló en Inglaterra a partir de finales del siglo XIV y está tipificado por la tracería rectilínea (tracería de panel). Evolucionó a partir de este tratamiento es específico de Inglaterra, aunque muy similar al estilo español contemporáneo en particular, y se empleó con gran eficacia durante el siglo XV y la primera mitad del XVI, ya que los estilos renacentistas tardaron mucho más en adoptarse. Los montantes a menudo se unen mediante travesaños y continúan sus líneas verticales rectas hasta la parte superior del arco principal de la ventana, algunos se ramifican en arcos menores y crean una serie de luces en forma de panel. Perpendicular luchó por la verticalidad y prescindió de las líneas sinuosas del estilo curvilíneo en favor de montantes rectos ininterrumpidos de arriba abajo, atravesados por travesaños y barras horizontales.  Los arcos de cuatro centros se utilizaron en los siglos XV y XVI para crear ventanas de tamaño creciente con cabezas de ventana más planas, a menudo llenando toda la pared de la bahía entre cada contrafuerte. Las ventanas estaban divididas en paneles de luces rematados por arcos apuntados en cuatro centros. Los travesaños a menudo estaban rematados por almenas en miniatura. Las ventanas de King's College Chapel, Cambridge (1446-1515) representan las alturas de la tracería perpendicular.
El arco hundido o de cuatro centros es mucho más ancho que su altura y da el efecto visual de haber sido aplanado bajo presión. Su estructura se logra mediante la elaboración de dos arcos que parten de cada punto de arranque de forma abrupta en un radio pequeño y luego se convierten en dos arcos de radio amplio y punto de arranque mucho más bajo.
Este tipo de arco, cuando se emplea como abertura de ventana, se presta a espacios muy amplios, siempre que esté adecuadamente sostenido por muchos fustes verticales estrechos. Estos a menudo están reforzados por travesaños horizontales. El efecto general produce una apariencia de cuadrícula de formas rectangulares regulares y delicadas con énfasis en la perpendicular. También se emplea como decoración de paredes en las que arcadas y huecos de ventana forman parte de toda la superficie decorativa.
Es destacable el extremo este de la catedral de Gloucester, donde se dice que la ventana este es tan grande como una cancha de tenis. Hay tres capillas reales muy famosas y una abadía similar a una capilla que muestran el estilo en su forma más elaborada: King's College Chapel, Cambridge ; la Capilla de San Jorge, Windsor ; La Capilla de Enrique VII en la Abadía de Westminster y la Abadía de Bath . Sin embargo, muchos edificios más simples, especialmente las iglesias construidas durante el auge de la lana en East Anglia, son buenos ejemplos de este estilo.[cita requerida]

## Tracería ciega y abierta
A medida que la tracería de barras abrió el camino para patrones más complejos, los albañiles comenzaron a aplicar esos mismos patrones a otras superficies, así como a las aberturas de las ventanas. Cuando se utilizan en paredes sólidas, estos motivos se conocen como tracería ciega, un efecto decorativo que se aplicó por primera vez en la fachada oeste de la iglesia de St Nicaise en Reims (1230). Por el contrario, la tracería también se construyó como pantallas caladas, que podían coincidir con la tracería de la ventana detrás de ellos (por ejemplo, la Basílica de Saint Urbain, Troyes) o crear un contrapunto visual, como en el exterior de la fachada oeste de la Catedral de Estrasburgo. La tracería abierta en particular fue una característica clave de las últimas fases de Rayonnant y Flamboyant Gothic.

## Tipos de patrones de tracería

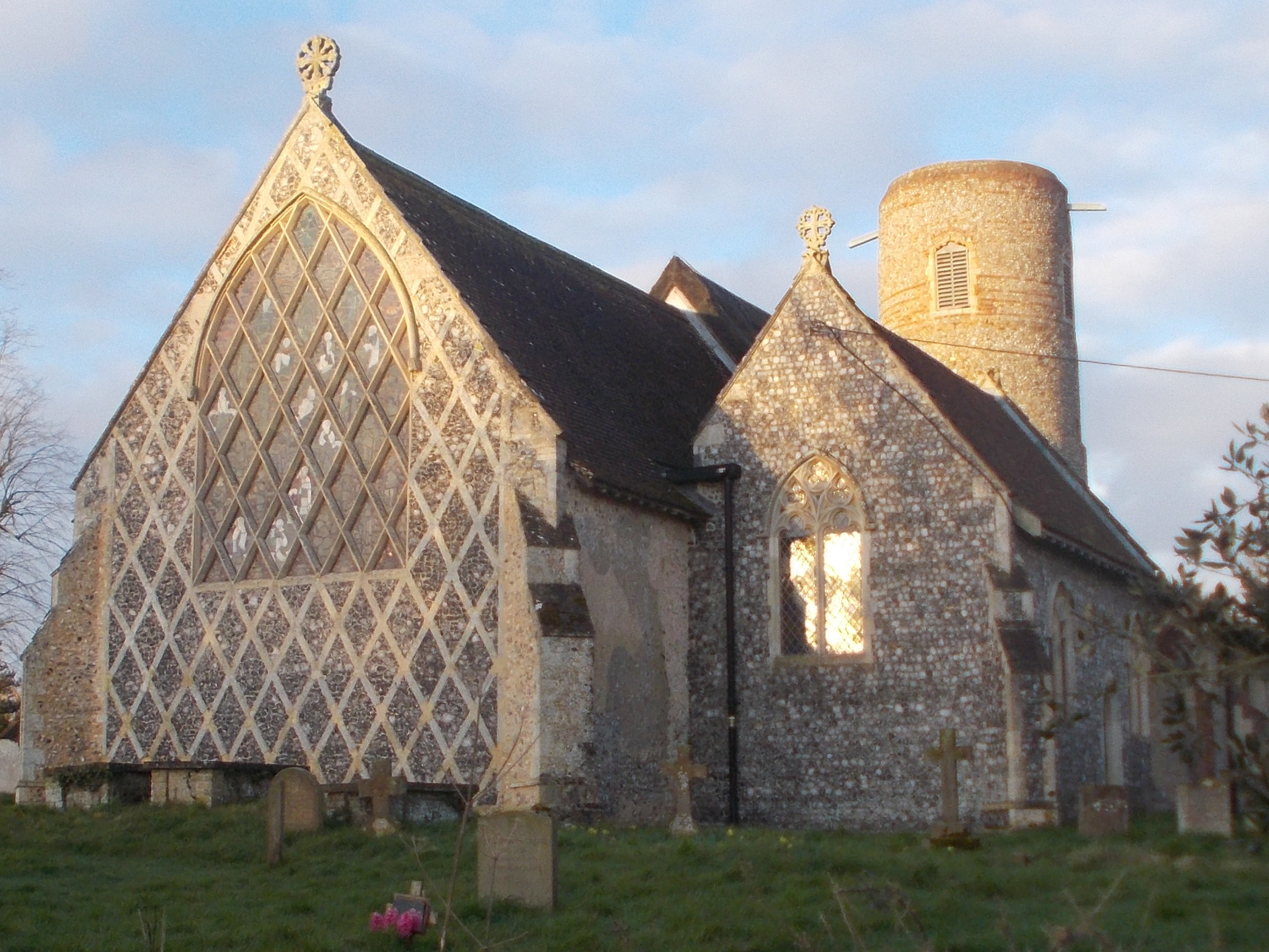
Tracería calada inusual, Barsham, iglesia parroquial de Suffolk, extremo este

La mayoría de las historias del estilo arquitectónico gótico del siglo XIX utilizaron una serie de categorías tipológicas basadas en la evolución de los patrones dominantes de tracería de ventanas. En términos del desarrollo general de la arquitectura gótica, el desarrollo crucial no fue tanto el uso de patrones de tracería en particular, sino la transición de la tracería de placa a barra, que fue lo que hizo posible el estilo radiante y los estilos posteriores. Para construir tracerías proporcionalmente, es importante usar la base de la geometría para ayudar a crear los ángulos correctos para el diseño.

### Cuatrifolios redondeados
En la tracería gótica, los cuatrifolios redondeados se han utilizado en la ornamentación industrial moderna que se utiliza para embellecer diferentes partes de un edificio o ciertos objetos. Esto se forma con el uso de cuadrados como base y luego construyendo círculos tangentes a cada lado del cuadrado en el centro del lado, así como una tangente a cada uno de los lados del círculo. Este tipo de construcción se utiliza con generosidad en los edificios góticos. Por ejemplo, los tréboles de cuatro hojas redondeados se utilizaron en pavimentos de baldosas como los de la Catedral de Gloucester o en Great Malvern, Worcestershire, Inglaterra. También era común en el trabajo de los chinos y japoneses.

### Polilobuladas redondeadas
Las polilobuladas redondeadas se encuentran en diferentes partes de los edificios góticos, como ventanas circulares y ventanas apuntadas que contienen luces circulares. Estos diseños pueden tener anillos que van de siete a once círculos pequeños. Se ven a menudo en Inglaterra, pero se han vuelto muy populares en la arquitectura gótica francesa. Este diseño se ha utilizado desde la época medieval en los azulejos utilizados en los edificios góticos. El pavimento de baldosas utilizado en Jervaulx Abbey en Yorkshire, Inglaterra, tenía anillos de seis y doce círculos dentro de otro círculo.

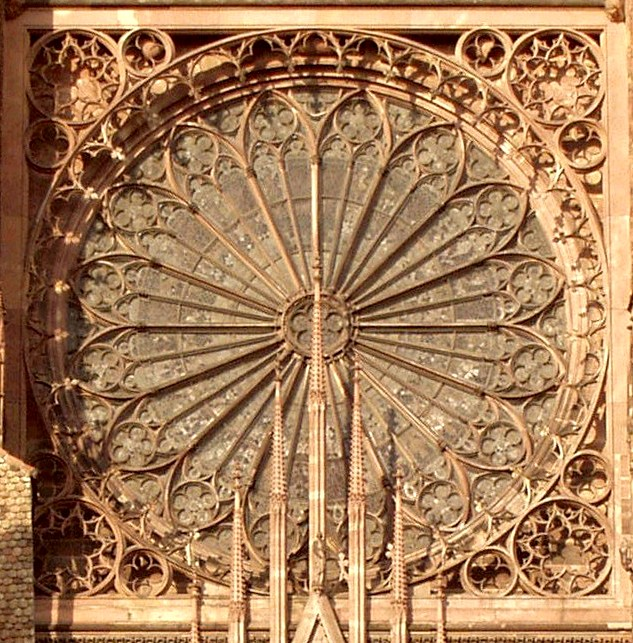
Rosetón de rayonant del frente oeste de la catedral de Estrasburgo, que muestra la pantalla de tracería abierta

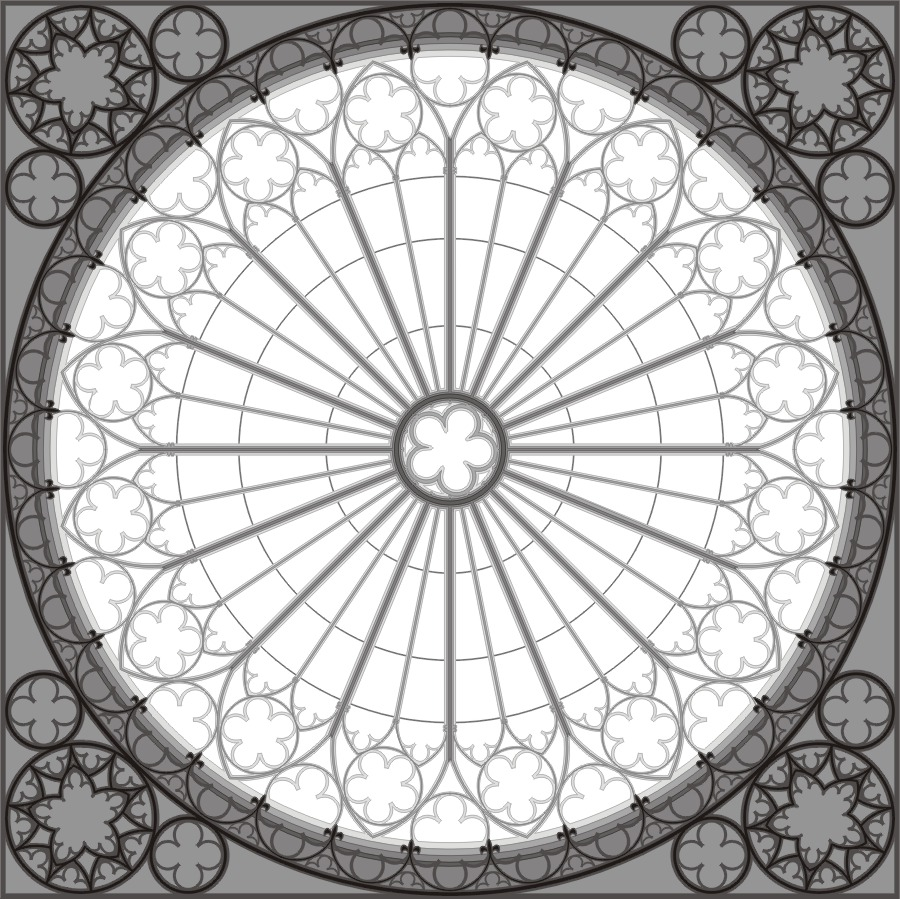
Catedral de Estrasburgo, rosetón del frente oeste, esquema

## Trazado en suelos yépures
A medida que aumentaba la complejidad de la tracería, también aumentaba la necesidad de que los albañiles dibujaran sus diseños por adelantado, ya sea como una forma de experimentar con patrones o como una forma de comunicar sus diseños a otros artesanos o a sus patrocinadores. Debido a las limitaciones de costo y tamaño de las hojas de pergamino, estos diseños normalmente se dibujarían incidiendo en una tabla encalada o en una sección convenientemente colocada de una pared plana. En este último caso, la pared se prepararía con una fina capa de yeso, que mostraría más claramente el diseño.
Varias iglesias y catedrales todavía muestran los débiles restos de estos calcos (o épures, como se les conoce en Francia), desde donde las puntas de los compás del albañil rascaron el yeso y la mampostería de abajo. (Estos ejemplos incluyen algunos patrones de tracería de ventanas experimentales del siglo XIV en el extremo este de la pared sur dentro del pórtico de Galilea de la catedral de Ely, o la extensa serie de trazados en los techos de los pasillos planos de la catedral de Clermont-Ferrand . ) Varios sitios de construcción importantes (incluyendo la Abadía de Westminster, la Catedral de Wells y la Catedral de York ) originalmente tenían cámaras de tracería dedicadas, donde los arquitectos podían preparar sus diseños con relativa comodidad. La disponibilidad de una gran superficie de suelo plano significaba que los diseños podían dibujarse a tamaño real y los elementos individuales de tracería de barras se disponían en el plano para probar su bondad de ajuste, antes de subirlos al andamio para instalarlos en las aberturas de las ventanas reales. Esto también significaba que los albañiles podían seguir trabajando durante la temporada de invierno, cuando el trabajo de construcción normalmente se detenía.

Los suelos de trazado estaban cubiertos con yeso de París, que se alisaba después de terminar cada conjunto de diseños. Mason's Loft es una sala de trazado del siglo XIV en York que sobrevive en el piso superior del corredor que conduce a la Sala Capitular, la compleja red de líneas y curvas grabadas en el suelo muestran los innumerables diseños que se elaboraron en allí. La carpintería de alta calidad y la inclusión de un guardarropa y una chimenea en la casa de trazado de York también indican el estatus ascendente del arquitecto alrededor del siglo XIV.

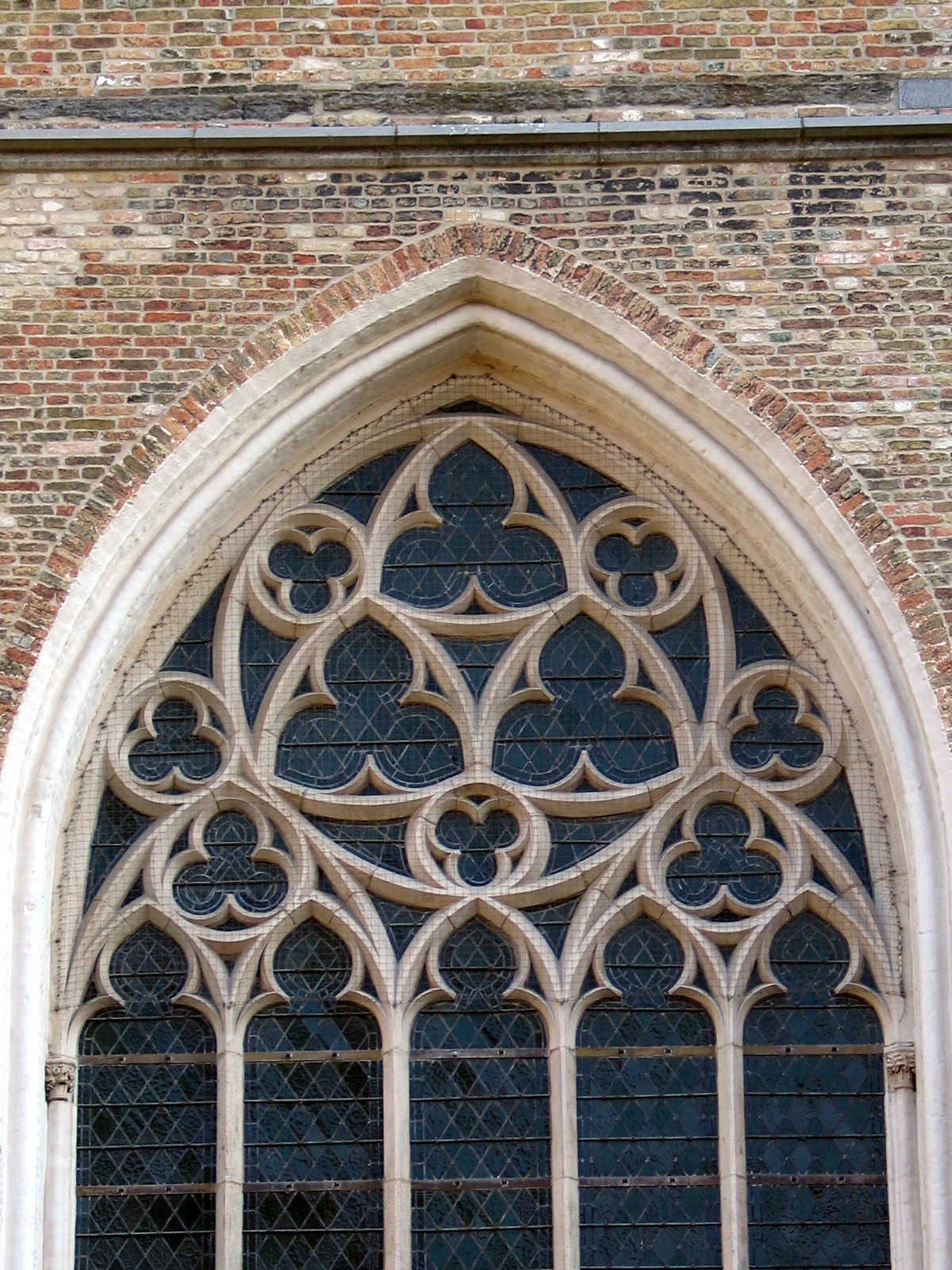
Detalles trilobulados en la Iglesia de Nuestra Señora (Brujas).
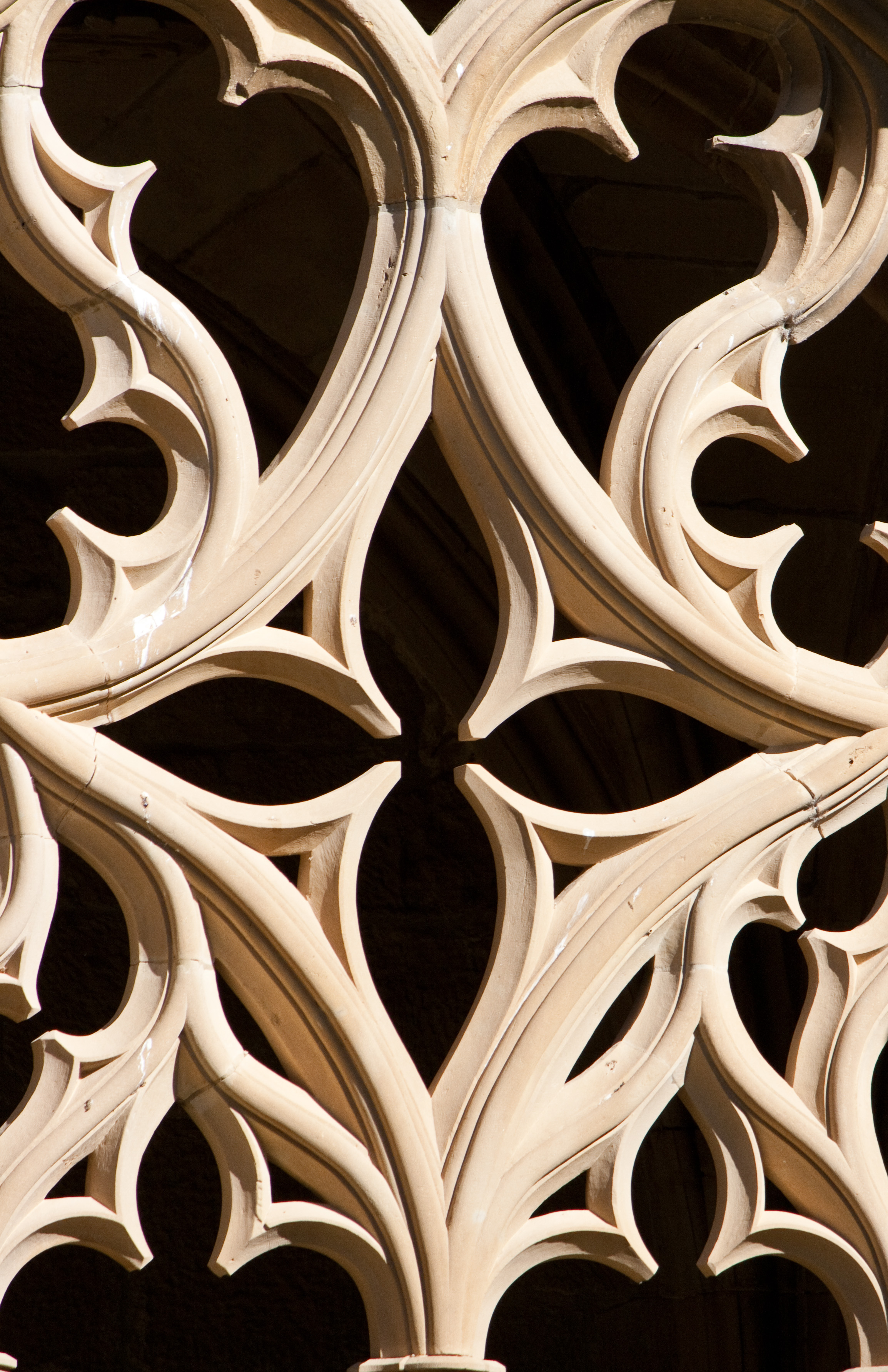
Detalle de tracería del monasterio de la Oliva
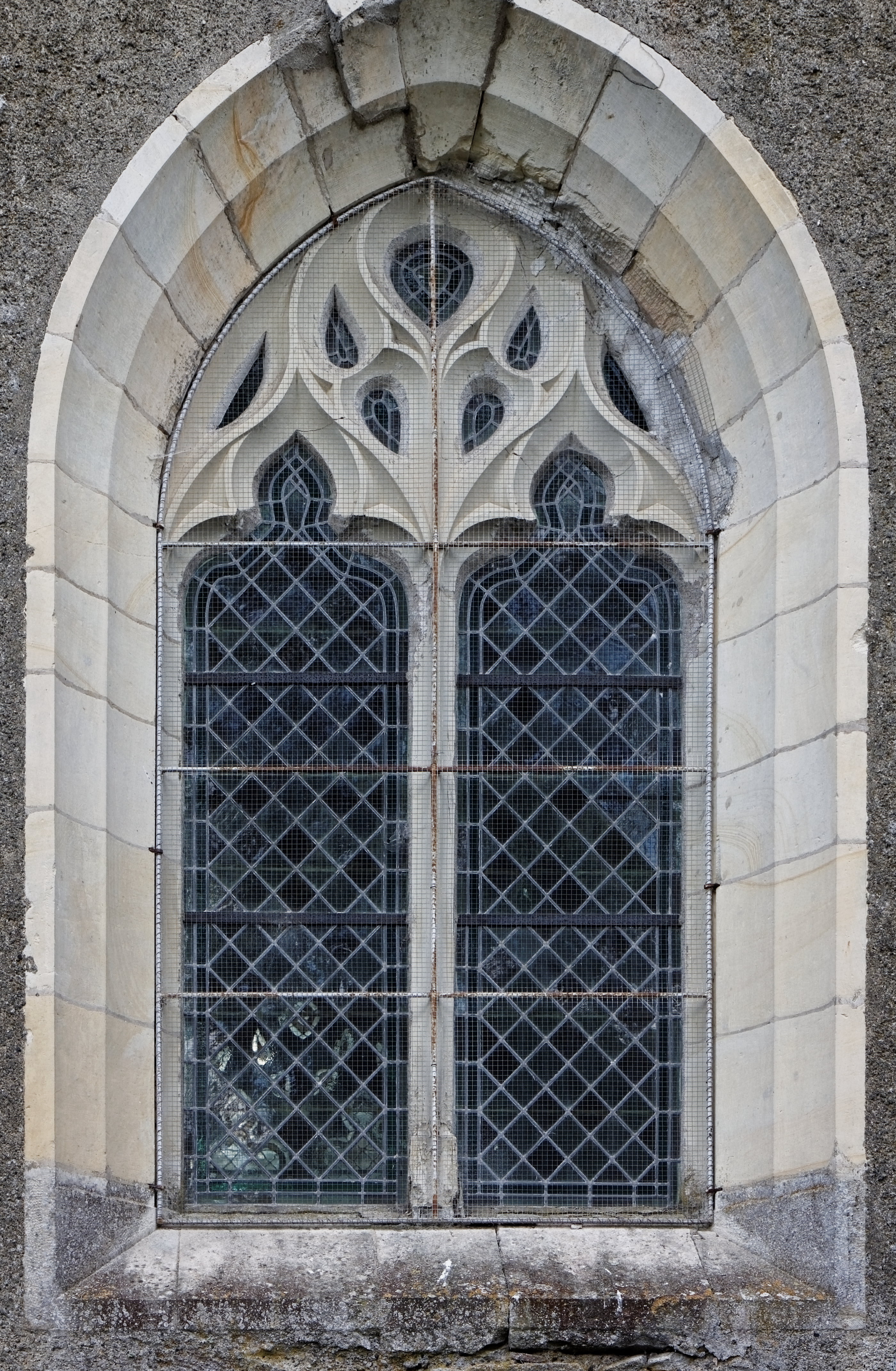
Église de Sainte-Colombe-des-Bois.
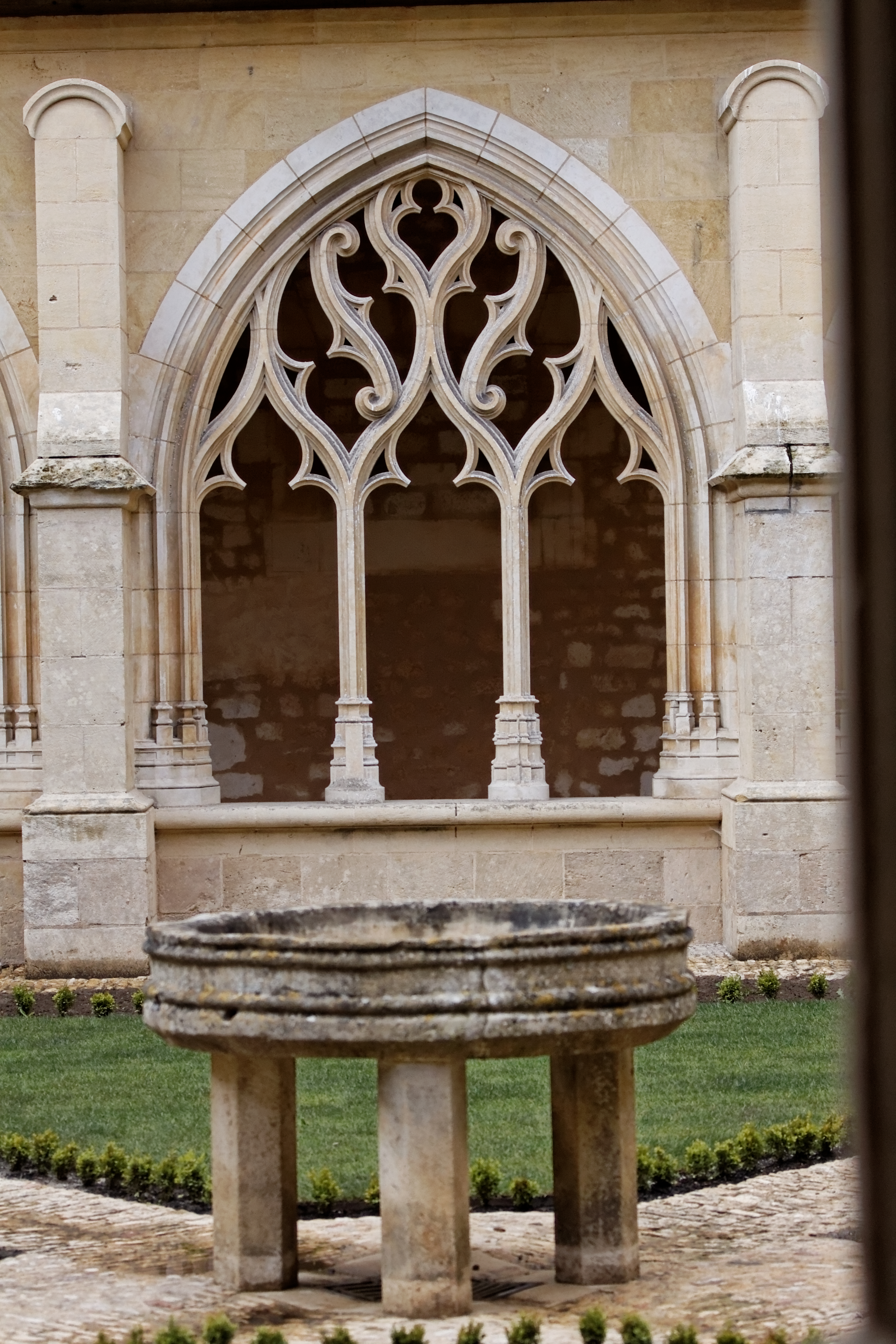
Abadía de Cadouin.

## Tracería gótico-mudéjar

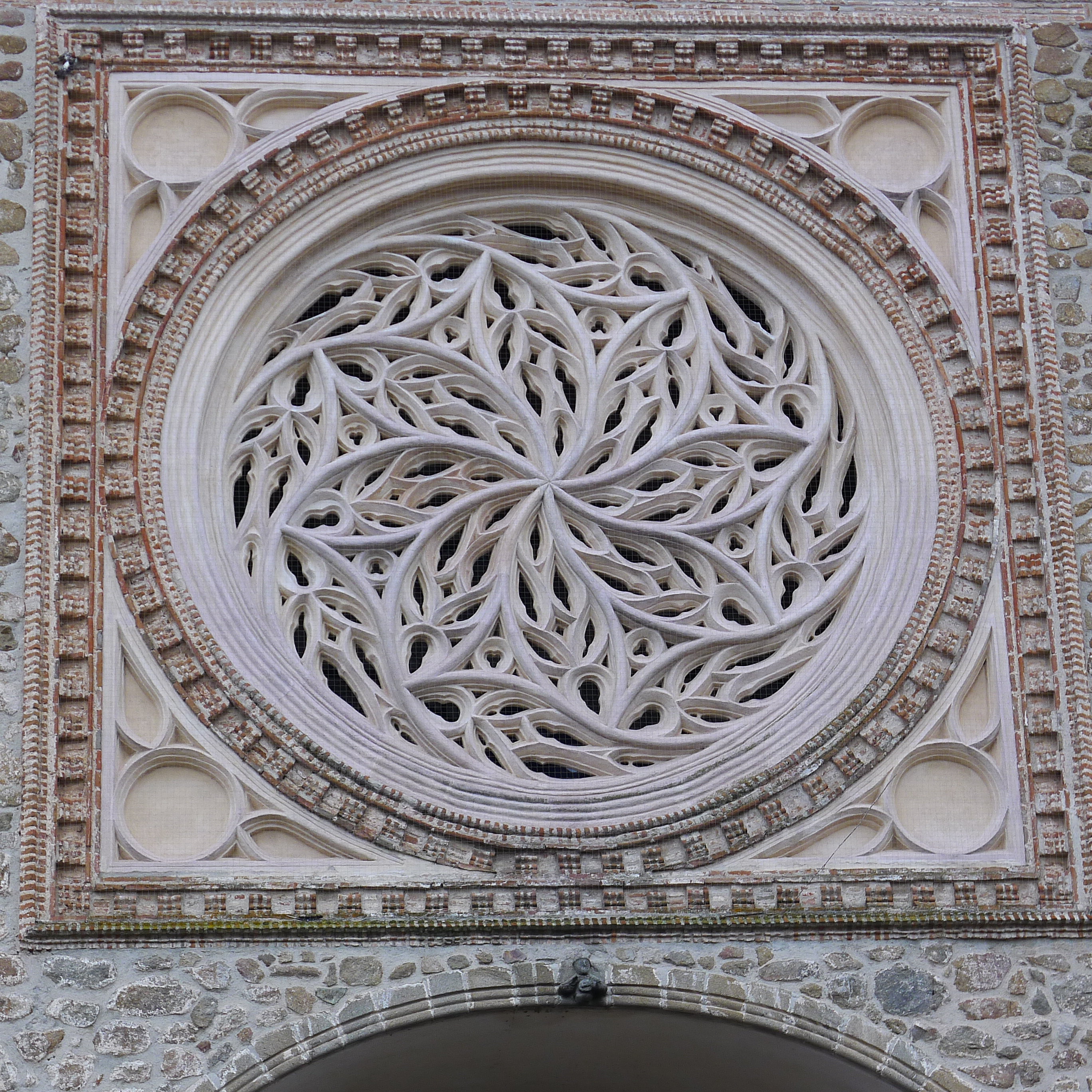
Rosetón en la fachada principal de la colegiata de Talavera de la Reina.

En España, la tracería gótica se encontró con la tradición islámica de la celosía, dando lugar a una tracería que combinaba motivos de ambas tradiciones arquitectónicas. Aunque, por costumbre, se espera que toda catedral gótica tenga sus vanos cerrados con vitrales, lo normal era que, en caso de existir, ese costoso cerramiento fuera encargándose y realizándose poco a poco, a medida que lo permitía la situación económica. En cualquier catedral, el proceso de confección de los vitrales solía durar siglos, aunque el edificio estuviera ya terminado. En la de Barcelona, por ejemplo, durante los siglos XIV y XV sólo tenían vitrales los vanos del altar mayor y los de lugares muy específicos, como la capilla bautismal; el resto se cerraba con vitelas o pieles, untadas con aceite para hacerlas más translúcidas. En otros lugares de España, la mayoría de los ventanales se cubrían con materiales más baratos, como las yeserías caladas.
Las celosías caladas de inspiración andalusí, colocadas en edificios románicos o góticos, no se encontraban solamente en construcciones meridionales, como el monasterio de Guadalupe, sino que también se prodigaban en el norte; por ejemplo, en el monasterio de Sacramenia, el monasterio de Cañas, la catedral vieja de Vitoria o la capilla Barbazana de la catedral de Pamplona. Muchas de estas celosías fueron destruidas en los siglos XIX y XX a cuenta de restauraciones puristas que trataban de homogeneizar el estilo gótico de estos edificios. Otras se conservan, como las de la catedral de Santo Domingo de la Calzada. Un ejemplo destacado de tracería gótico-mudéjar es el rosetón de la fachada principal de la colegiata de Talavera de la Reina.

## Tracería renacentista

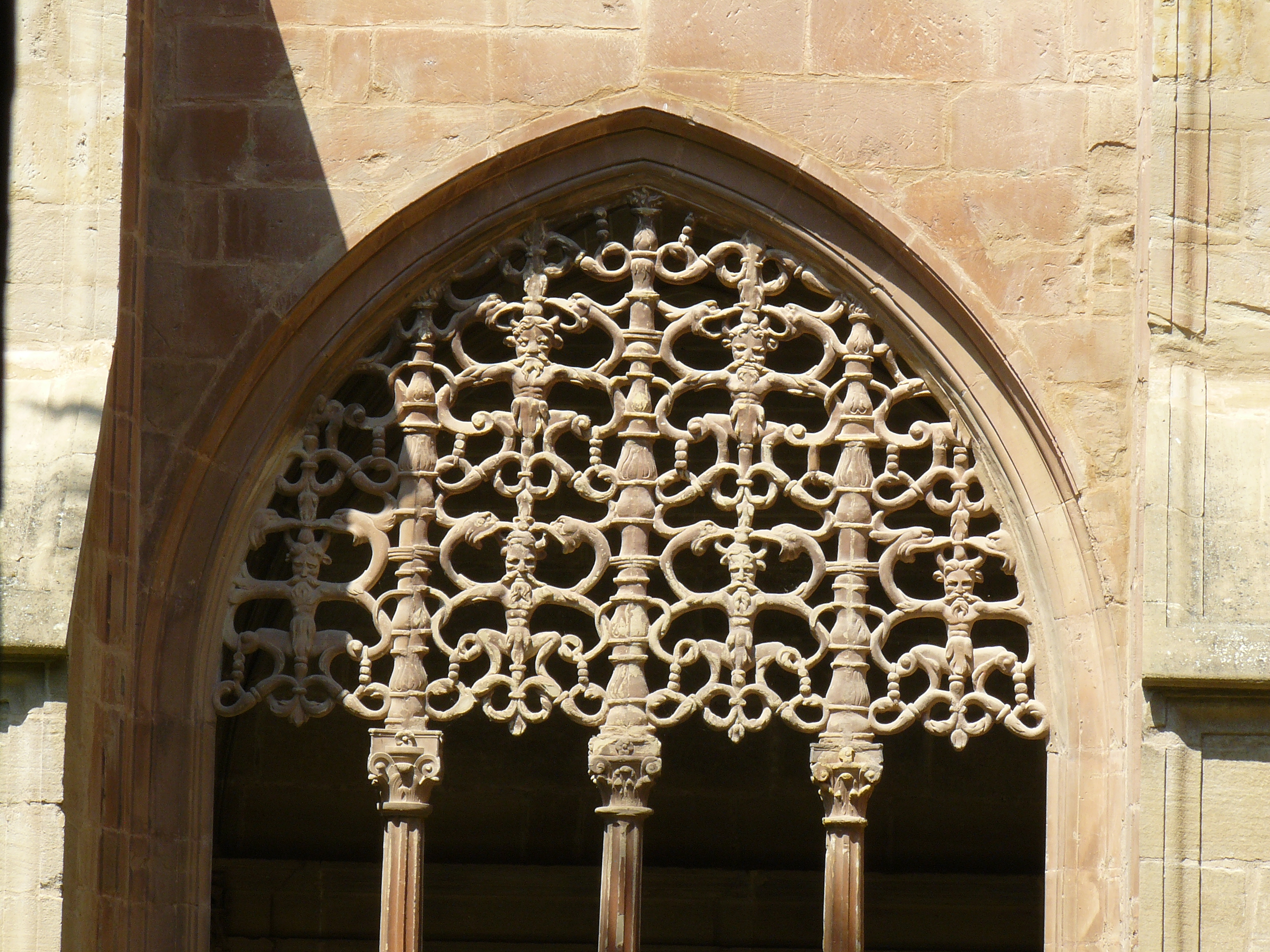
Monasterio de Santa María la Real (Nájera)

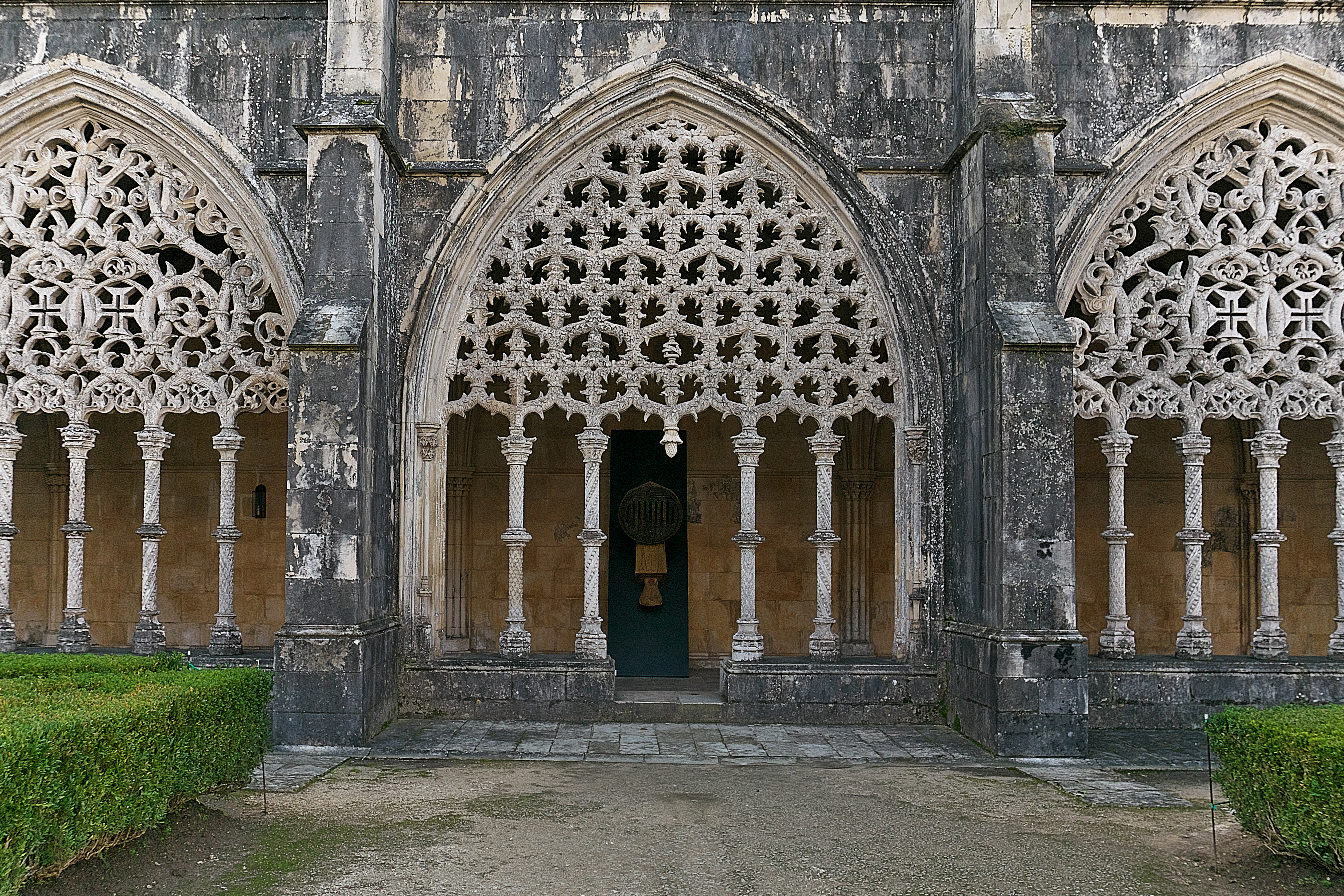
Monasterio de Batalha.

La tracería gótica fue sucedida por la tracería renacentista, típica del periodo de transición del gótico al Renacimiento en Castilla y Portugal. Un ejemplo de tracería renacentista en Castilla es la que puede apreciarse en el claustro de los Caballeros del Monasterio de Santa María la Real en Nájera: construido entre 1517 y 1528, combina el gótico florido de las bóvedas y pilares con el plateresco de las tracerías de los arcos, de motivo diferente en cada uno de ellos. Esta celosía pétrea aparece soportada por esbeltas columnillas. Otro ejemplo son los claustros de Santo Domingo en Jerez de la Frontera: las tracerías de los vanos del claustro bajo se hicieron entre 1515 y 1546.
En Portugal, ejemplo de tracería renacentista pueden encontrarse en los arcos del Claustro Real del monasterio de Batalha, obra del arquitecto Mateo Fernández en el siglo XVI, y en el claustro del monasterio de los Jerónimos del barrio de Belén en Lisboa.